# Лира Итальянской Восточной Африки
Лира Итальянской Восточной Африки (итал. Lira dell'Africa Orientale Italiana) — денежная единица Итальянской Восточной Африки в 1938—1941 годах.

## История
Лира Итальянской Восточной Африки, равная итальянской лире, введена законом № 260 от 11 января 1937 года. Выпуск банкнот начат в 1938 году, они находились в обращении параллельно с итальянской лирой и сомалийской лирой.
В Эфиопии эти банкноты заменили в обращении банкноты Банка Эфиопии. Первоначально был установлен курс 1 эфиопский талер = 3 лирам, затем курс снизился до 13,5 лир за 1 талер. После оккупации в 1940 году Британского Сомали и включения его в состав Итальянской Восточной Африки там также выпущена в обращение лира.
В 1940 году, со вступлением британских войск на территорию Эфиопии, начат выпуск в обращение восточноафриканского шиллинга и возобновлено обращение эфиопского талера.
В 1941 году, с занятием британскими войсками всей территории Итальянской Восточной Африки, восточноафриканский шиллинг обращался на всей её территории параллельно с лирой. 21 марта 1941 года был установлен курс: 1 восточноафриканский шиллинг = 24 лиры, 1 египетский фунт = 492 лиры, 1 индийская рупия = 36 лир, 1 талер Марии Терезии = 45 лир. В том же году банкноты в лирах Итальянской Восточной Африки изъяты из обращения.

## Банкноты
Выпускались банкноты Банка Италии в 50, 100, 500 и 1000 лир. На банкнотах делалась надпечатки: «Serie speciale Africa Orientale Italiana» и «E vietata la circolazione fuori dei territori dell’Africa Orientale Italiana».
Денежные знаки в чентезимо не выпускались. На почтовых марках в чентезимо и лирах для Итальянской Восточной Африки номинал обозначался европеизированными арабскими, арабскими и эфиопскими цифрами.